# Монтегрото Терме
Монтегро̀то Тѐрме (на италиански: Montegrotto Terme; на венециански: Montegroto, Монтегрото) е град и община в Северна Италия, провинция Падуа, регион Венето. Разположен е на 11 m надморска височина. Населението на общината е 11 181 души (към 2014 г.).